# Trichocera michali
Trichocera michali är en tvåvingeart som beskrevs av Krzeminska 1999. Trichocera michali ingår i släktet Trichocera och familjen vintermyggor.
Artens utbredningsområde är Polen. Inga underarter finns listade i Catalogue of Life.